# أليس فضي
الأليس الفضي نوع نباتي حولي يتبع جنس الأليس من الفصيلة الصليبية.

## البيئة والانتشار
موطنه إيطاليا.